# الترييد

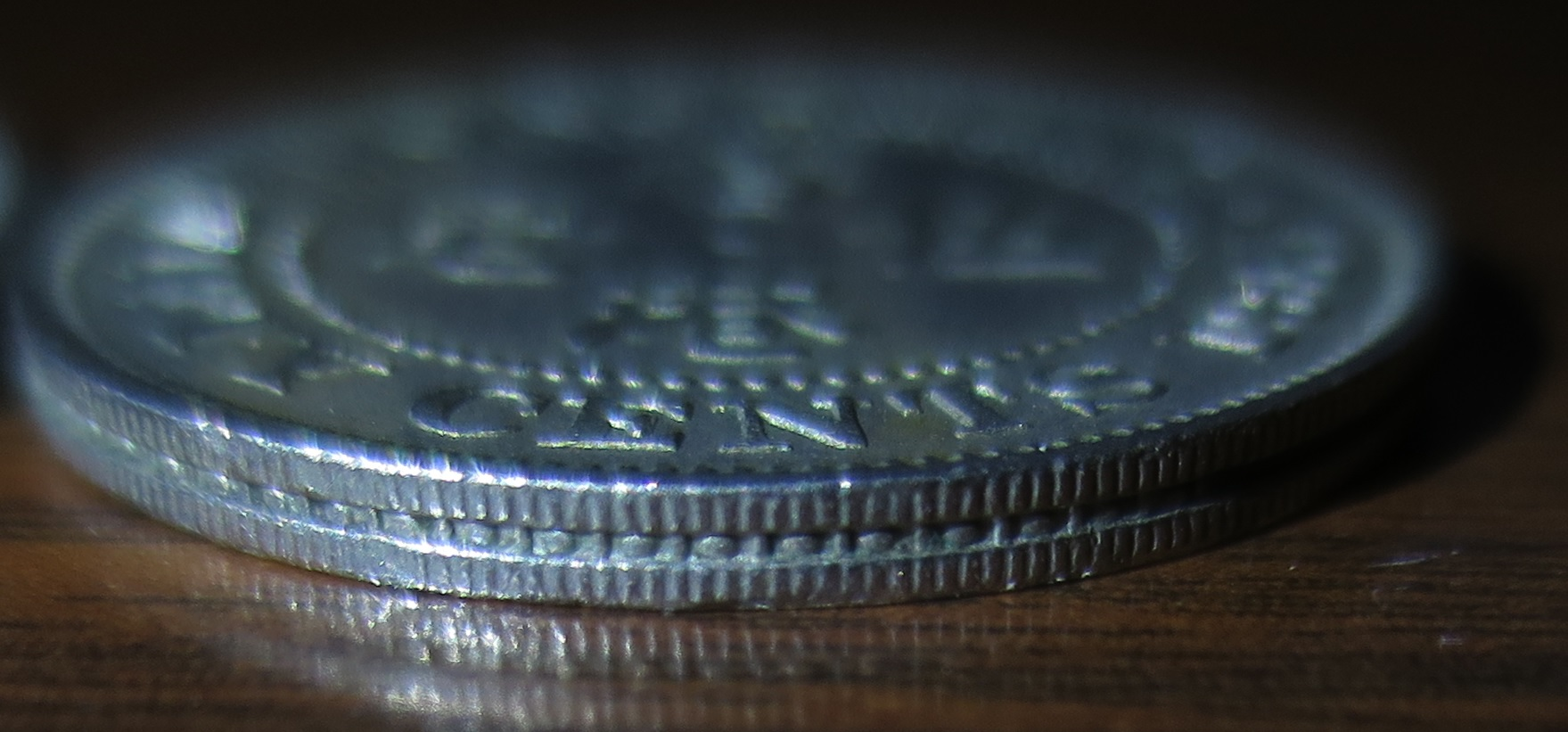
حافة منقوشة لعملة هونغ كونغية من فئة 50 سنتًا صدرت عام 1951

الترييد أو الريدينغ أو الميلينغ أو التضليع هي تقنية يتم فيها نحت أو زخرفة عدد من النتوءات المتقاربة تسمى "الريد" في سطح مما يعطيه شكلاً مضلعاً وذلك باستخدام آلة السبك. وهو جهاز يُستخدم لإضافة حروف وزخارف إلى حافة العملة. وقد استُلزمت هذه الحروف بسبب التزوير وقص الحواف وهي مشكلة شائعة ناجمة عن العملات المطروقة غير المتساوية وغير المنتظمة.

## علم العملات

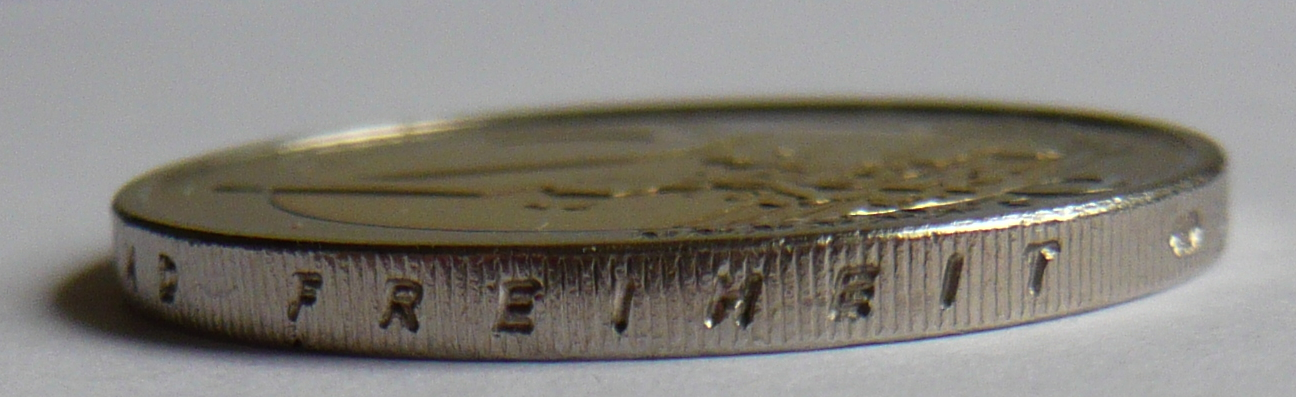
حافة مزخرفة لعملة ألمانية بقيمة 2 يورو منقوشة بالشعار الوطني غير الرسمي لألمانيا "الوحدة والعدالة والحرية "

في علم العملات غالبًا ما يُشار إلى الحواف المضلعة باسم "منتأةridged" أو "محفرةgrooved" (الاستخدام الأمريكي) أو "مسكوكةmilled" (الاستخدام البريطاني). بعض العملات المعدنية مثل ربع دولار وعشرة سنتات في الولايات المتحدة ويورو واحد و5 و10 و20 سنتًا أستراليًا ودولار واحد ودولارين أستراليين بالإضافة إلى العديد من العملات المعدنية الحالية الأخرى لها حواف منقوشة.
كان أحد أسباب وجود حواف منقوشة هو منع التزوير. نقشت بعض العملات الذهبية والفضية لمنع التقليم أي كشط المعادن الثمينة من حافة العملة للحفاظ على قيمتها المعلنة في المعدن الثمين. أصبحت هذه الممارسة أكثر صعوبة بعد أن طبق إسحاق نيوتن عملية النقش في عام 1698 خلال فترة عمله كحارس لدار سك العملة الملكية.
من الفوائد الأخرى لبعض العملات المعدنية ذات الحواف المنقوشة والمضلعة أنها تساعد الأشخاص ضعاف البصر في التعرف على فئات العملات المختلفة من خلال حاسة اللمس وحدها. مما يسهل عليهم المعاملات المالية.
أحيانًا ما يقومون بتوضيح هذا الغرض المزدوج من النقش بشكل واضح على الحواف المزخرفة للعملات المعدنية نفسها. على سبيل المثال كانت العديد من إصدارات عملة الجنيه الإسترليني تحمل تاريخيًا نقشًا لاتينيًا على حوافها "DECUS ET TUTAMEN "ديكوس وتوتامن" ، وهو اقتباس من فيرجيليوس ' الأنيادة الذي يعني "زخرفة وحماية".

## نقش الأثاث

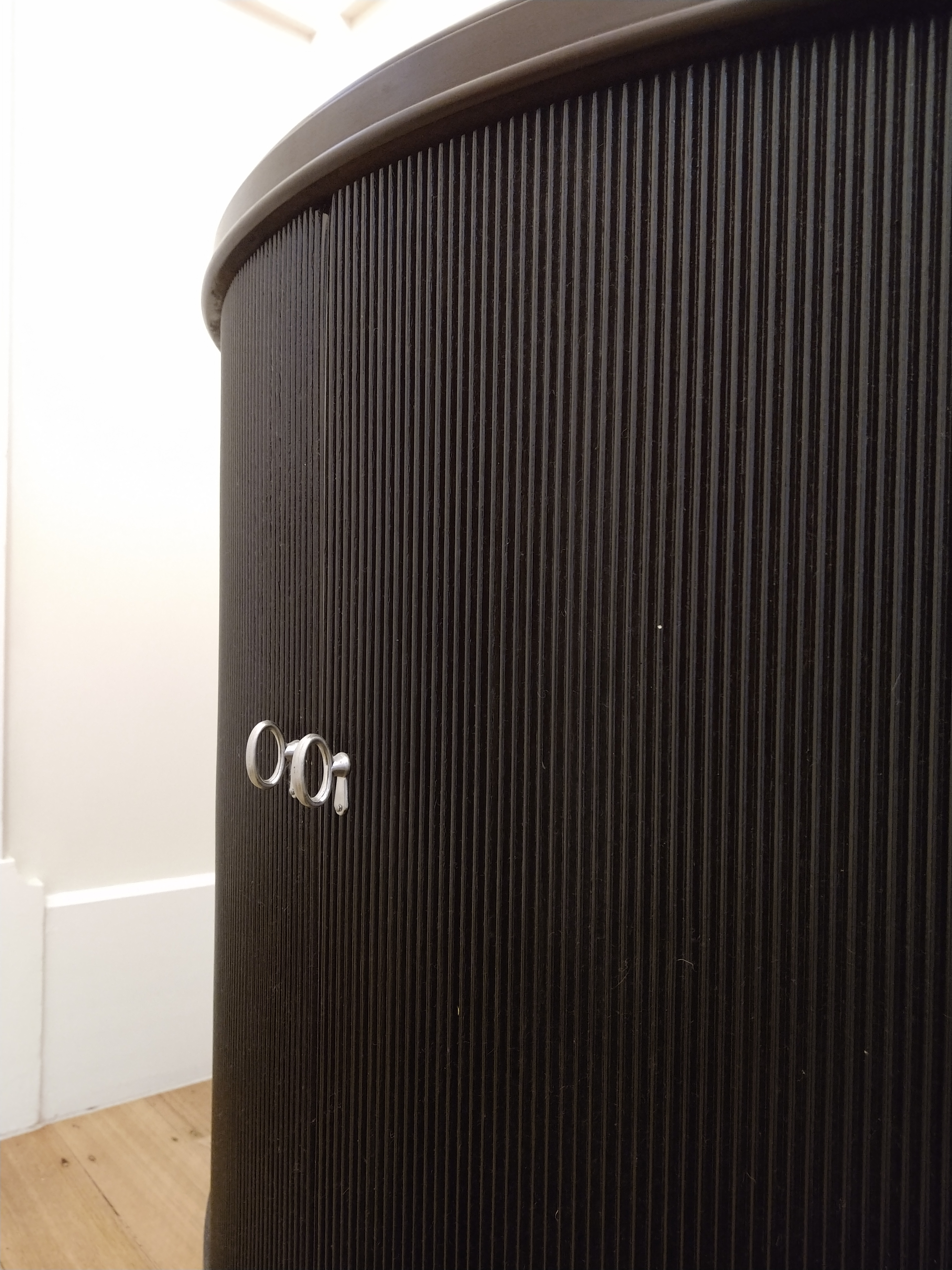
خزانة ذات أبواب مضلعة

في الأثاث يستخدم التضليع أحيانًا حول أعمدة السرير وأرجل الطاولات والكراسي. حيث كان استخدامه بهذه الطريقة مستوحى من الأساليب المعمارية اليونانية والرومانية وهو عكس الزخرفة الأخدودية.

## في البنيان
أما في الهندسة المعمارية فيعتبر التضليع شكلاً من أشكال القوالب التي توجد عادةً على الأعمدة ويُعتبر أحيانًا مرادفًا للتشكيل.